# Riksdagens överklagandenämnd
Riksdagens överklagandenämnd är en förvaltningsmyndighet som lyder under Sveriges riksdag och har till uppgift att pröva vissa förvaltningsbeslut av riksdagsorgan. 
Överklagandenämnden består av en ordförande, som ska vara eller ha varit ordinarie domare och inte vara riksdagsledamot, och fyra andra ledamöter, valda inom riksdagen. Ordföranden väljs särskilt. Val till överklagandenämnden avser riksdagens valperiod. 